# 黄毛青冈
黄毛青冈（学名：Cyclobalanopsis delavayi），为壳斗科青冈属下的一个植物种。产广西、四川、贵州、云南等省区。生长在海拔1000~2800米的常绿阔叶林或松栎混交林中。模式标本采自云南大坪子。